# Amphoe Don Phut
Amphoe Don Phut (Thai: อำเภอ ดอนพุด) ist ein Landkreis (Amphoe – Verwaltungs-Distrikt) im Westen der Provinz Saraburi. Die Provinz Saraburi liegt in der Zentralregion von Thailand.

## Geographie
Benachbarte Distrikte (von Norden im Uhrzeigersinn): Amphoe Mueang Lop Buri der Provinz Lop Buri, Amphoe Nong Don und Amphoe Ban Mo der Provinz Saraburi, Amphoe Tha Ruea, Amphoe Nakhon Luang, Amphoe Maha Rat und Amphoe Ban Phraek der Provinz Ayutthaya.

## Geschichte
Am 31. Mai 1971 wurde der Landkreis Don Phut zunächst als „Zweigkreis“ (King Amphoe) eingerichtet, indem die Tambon Don Phut, Dong Ta Ngao, Ban Luang und Phai Lio vom Amphoe Ban Mo abgetrennt wurden.
Am 4. November 1993 bekam er offiziell den vollen Amphoe-Status.
Die meisten Einwohner dieses Bezirks sind Tai Phuan (ชาวไทพวน), die während der Regierungszeit von König Phra Phutthaloetla (Rama II.) aus dem Amphoe Chiang Khong, aus Luang Prabang und Vientiane hierher eingewandert sind.

## Verwaltung

### Provinzverwaltung
Der Landkreis Don Phut ist in vier Tambon („Unterbezirke“ oder „Gemeinden“) eingeteilt, die sich weiter in 28 Muban („Dörfer“) unterteilen.
| Nr. | Name         | Thai    | Muban | Einw. |
| --- | ------------ | ------- | ----- | ----- |
| 01. | Don Phut     | ดอนพุด   | 05    | 1.656 |
| 02. | Phai Lio     | ไผ่หลิ่ว   | 07    | 1.363 |
| 03. | Ban Luang    | บ้านหลวง | 07    | 1.758 |
| 04. | Dong Ta-ngao | ดงตะงาว | 09    | 1.998 |

### Lokalverwaltung
Es gibt eine Kommune mit „Kleinstadt“-Status (Thesaban Tambon) im Landkreis:
- Don Phut (Thai: เทศบาลตำบลดอนพุด) bestehend aus den kompletten Tambon Don Phut, Phai Lio, Ban Luang.

Außerdem gibt es eine „Tambon-Verwaltungsorganisationen“ (องค์การบริหารส่วนตำบล – Tambon Administrative Organizations, TAO)
- Dong Ta-ngao (Thai: องค์การบริหารส่วนตำบลดงตะงาว) bestehend aus dem kompletten Tambon Dong Ta-ngao.